# Modor
Modor (szlovákul Modra, németül Modern, latinul Modorinum) város Szlovákiában, a Pozsonyi kerület Bazini járásában.

## Fekvése
Pozsonytól 22 km-re északkeletre fekszik.

## Nevének eredete
Neve a régi magyar Modor személynévből ered, ez pedig a madár főnévből származik.

## Története
A bortermeléséről híres város a 12. században már állott, kezdetben Pozsony várának tartozéka volt. A települést 1158-ban II. Géza oklevelében említik először, aki a nyitrai püspökségnek adta. 1241-ben a tatárok elpusztították. 1287-ben a pozsonyi Henrik ispáné, majd királynéi birtok. 1300 és 1321 között Csák Máté uralma alá tartozott. 1326-ból származik az első írásos feljegyzés a helyi szőlőtermesztésről. 1332-ben a pápai tizedjegyzék említi először egyházát és Jakab nevű papját. 1361-ben Nagy Lajostól városi kiváltságokat kapott. 1553-ban lázongó spanyol zsoldosok fosztották ki a várost. 1569-ben I. Miksa kiterjesztette kiváltságait.
A 16. században itt is elterjedt a reformáció, 1741 és 1934 között evangélikus püspöki székhely volt. Mohl Éliás püspök volt az első, aki innen irányítva töltötte be hivatalát 1761-ig. A katolikus iskola 1594-ben evangélikus gimnáziummá alakult át, ahol több neves személyiség tanult. 1605-ben Bocskai hadai foglalták el. 1607-ben Rudolf magyar királytól szabad királyi városi rangot kapott. Erődítményei 1610 és 1646 között épültek. 1663-ban a török dúlta fel, 1705-ben és 1729-ben tűzvész pusztította. 1674-ben a bencések újraalapították katolikus plébániáját és gimnáziumát; utóbbi 1786-ban, a rend feloszlatása után népiskolává alakult.
Híres szőlőtermő vidék, itt teremnek Szlovákia (Hegyalja mellett) leghíresebb borai.
Vályi András szerint „Nagy határja van e’ Városnak, melly mintegy kétmértföldnyire terjed, először 1379dikben, az után pedig 1702dikban újonnan meg határoztatott. Erdeji is nevezetesek, hegyei között leg magosabb Kogl hegye, melly meszsze el látást szolgáltat, kútfői között nevezetesek Herrnbrunn, Dürnkegl, és Zlábek, patakján külömbféle malmok épűltek, határja jó termékenységű, levegője kiváltképen egésséges, bora híres, és egésséges, vásárjai középszerűek, ’s mind a’ kézi mesterségeknek, mind pedig a’ gazdáskodásnak folytatásában szorgalmatosak.”
Fényes Elek szerint „Környéke Modornak igen kies, nyugotra és északra szőlőhegyek, bikkes fenyves erdők, délre termékeny szántóföldek és kertek veszik körül. A belvárost a Modra patak futja keresztűl. Utczái elég szélesek, kövezettek. Házai ó izlés szerint vannak épitve. Van jeles r. kath., és 2 ágostai temploma, ágostai gymnasiuma. – Külvárost hármat számlál, ide nem értve Királyfalvát. Népessége 4500 lélek, közel fele katholikus, fele ágostai hitü, s nyelvre nézve 2/3 tótok, 1/3 németek. – Számos kézmüvesei közt a posztósok, fazekasok és bodnárok érdemelnek különösen emlitést; s az utóbbiak apró sörös hordóikat Posonba is lehordják. Országos vásárai mit sem érnek, de szombaton tartott hetivásárai igen élénkek. – Határa nagy kiterjedésű és sok javakkal áldatott meg. Szántóföldei ugyan kövecsesek, de trágya után jól fizetnek; rétje bőven van, erdeje 3983 holdra terjed; legelője azonban szűk és kavicsos; szőlőhegye roppant, és sok bort terem, de jóságára nézve a bazini, szentgyörgyi, grünaui borokkal ki nem állja a versenyt.”
Erődítéseit a 19. század végén bontották le, egy kapu és egy bástya maradt belőle, de régi templomai és polgárházai ma is állnak. A trianoni békeszerződés előtt rendezett tanácsú város volt Pozsony vármegyében.

## Népessége
| Év:            | 1994. | 2004.   | 2014.   | 2024.   |
| -------------- | ----- | ------- | ------- | ------- |
| Emberek száma: | 8409  | 8657    | 8817    | 9160    |
| Eltérés:       |       | +2,94 % | +1,84 % | +3,89 % |

| Év:            | 2023. | 2024.   |
| -------------- | ----- | ------- |
| Emberek száma: | 9201  | 9160    |
| Eltérés:       |       | -0,44 % |

1910-ben 5009 lakosából 4124 szlovák és 347 magyar anyanyelvű volt.
2011-ben 8751 lakosából 8199 szlovák.
2021-ben 9346 lakosából 8564 (+35) szlovák, 65 (+18) magyar, 5 (+7) cigány, 7 (+16) ruszin, 164 (+26) egyéb és 541 ismeretlen nemzetiségű volt.

## Híres emberek
- Itt született 1750. május 3-án Hajnóczy József, Szerém vármegye alispánja, a magyar jakobinus mozgalom egyik vezetője.
- Itt született 1759-ben Hajnóczy József evangélikus lelkész.
- Itt született 1783-ban Ballus Pál pozsonyi tanácsos, gyümölcsnemesítő.
- Itt született 1800. december 29-én Heuffel János magyar botanikus, orvos.
- Itt született 1950. szeptember 10-én Marián Andel szlovák politikus.
- Itt hunyt el 1760-ban Mohl Éliás az Északi Egyházkerület 7. evangélikus püspöke
- Itt hunyt el 1856-ban vadász-szerencsétlenség következtében a 19. század kiemelkedő szlovák politikusa Ľudovít Štúr.
- Itt hunyt el 1936-ban Ernyei Lajos katolikus plébános.
- Itt szolgált Karner Egyed (1662-1708) bencés szerzetes, költő, pedagógus, pannonhalmi főapát.

## Nevezetességei

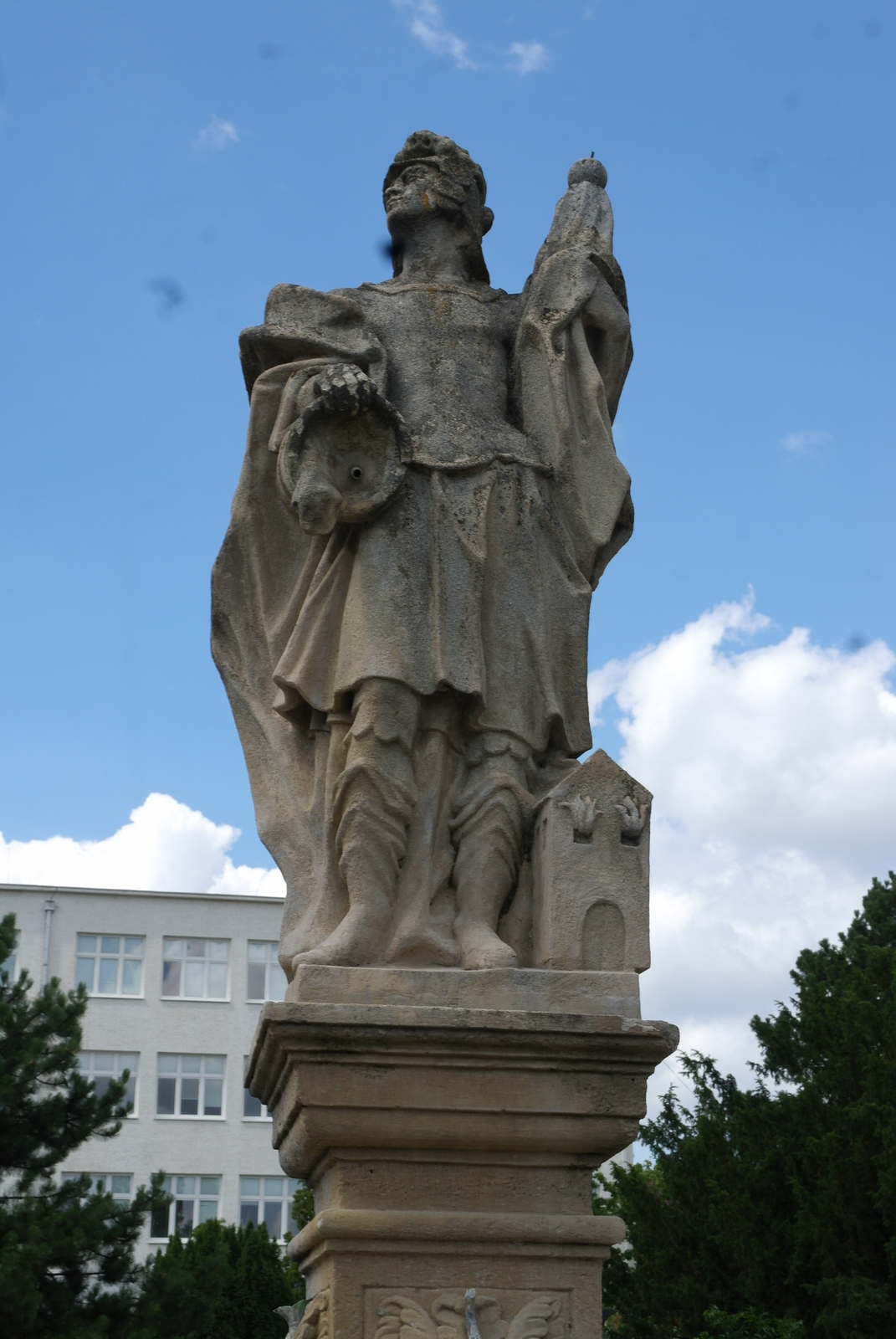
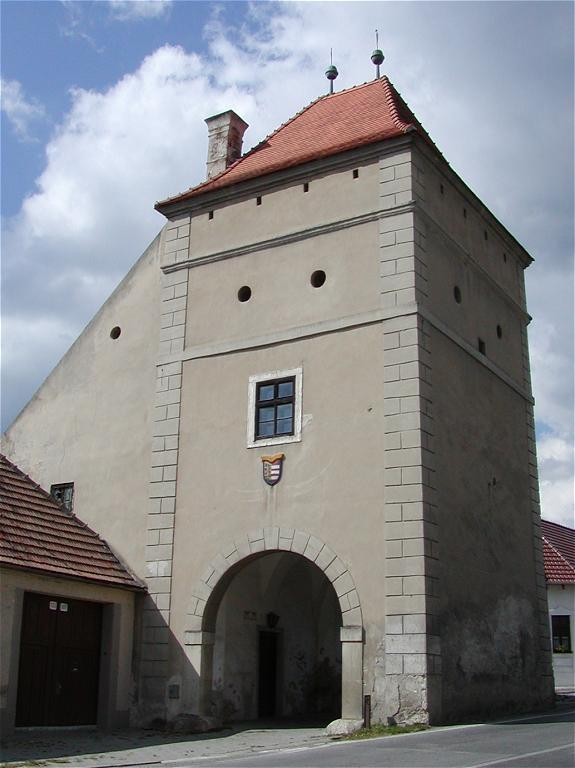

- A temetőben levő Keresztelő Szent János-templom a 14. századból származik, a 16. és a 17. században bővítették.
- A város főterén áll a Szent István király tiszteletére épített klasszicizáló reneszánsz, római katolikus plébániatemplom, melyet 1873-ban építettek.
- Az evangélikus templom 1863-ban épült.
- A német templom 1863 és 1865 között épült.
- A szlovák templomot 1825 és 1835 között építették.
- A városháza melletti várostorony 1634-ből való.
- A Havas Szűz Mária kápolna 1760-ban épült.
- A Szentháromság kápolna 1758-ban épült.
- A Mária Magdolna kápolna 1862-ben épült.
- Kraľová Szent Mihály arkangyal tiszteletére szentelt templomát 1863-ban építették.
- A gimnázium előtt álló Szent Flórián kút 1752-ből való.
- A város legrégibb építménye, az egykori vár helyén 1925-ben felépült kastély, ma kertészeti és szőlészeti szakiskola.